# Le Roman de Mildred Pierce
Pour plus de détails, voir Fiche technique et Distribution.
Le Roman de Mildred Pierce (Mildred Pierce) est un film américain en   en noir et blanc réalisé par Michael Curtiz, sorti en 1945.
Il s'agit d'une adaptation du roman Mildred Pierce de James M. Cain, publié en 1941. En 2011, Todd Haynes en réalise une nouvelle adaptation, Mildred Pierce, mini-série télévisée pour la chaîne HBO.
Le film est inscrit depuis 1996 au National Film Registry pour être conservé à la Bibliothèque du Congrès des États-Unis pour tous les temps en raison de son « importance culturelle, historique ou esthétique ».

## Synopsis
Monte Beragon est assassiné de plusieurs coups de feu dans sa propriété du bord de mer. Sa femme, Mildred Pierce, est convoquée à un interrogatoire et apprend que son ancien mari, Bert Pierce, s'accuse du meurtre. Mais devant l'inspecteur Peterson, elle récuse ce mensonge et revient longuement sur son passé pour expliquer toutes les circonstances entourant le drame.
Jusqu’où peut mener l'amour d'une mère ? Tout ce que Veda souhaite, sa mère — Mildred Pierce — le lui offre. Mais cela ne va pas sans peine. Dans l'univers machiste américain, Mildred n'hésite pas à rompre avec son mari qui entretient une relation avec une autre femme depuis plusieurs mois. Pour répondre aux exigences de luxe de sa fille, elle doit donc se démener pour grimper les échelons sociaux. Elle commence par être une simple serveuse dans un restaurant bas de gamme, mais son ambition la pousse à ouvrir son propre établissement avec l'aide d'un ancien collaborateur de son mari, Wally Fay. À cette occasion, elle rencontre le séduisant, mais oisif et paresseux, Monte Beragon qu'elle épouse, le croyant riche, même si elle ne l'aime pas, tout ça pour hisser sa fille dans l'échelle sociale et favoriser l'amour qu'elle lui porte : « Je ferais n'importe quoi pour elle ». Mais cela inclut-il un meurtre ?

## Fiche technique
- Titre : Le Roman de Mildred Pierce
- Titre original : Mildred Pierce
- Réalisation : Michael Curtiz
- Scénario : Ranald MacDougall, William Faulkner (non crédité) et Catherine Turney (non créditée) d'après le roman Mildred Pierce de James M. Cain
- Dialogues : Herschel Daugherty
- Production : Jerry Wald et Jack Warner (producteur exécutif)
- Société de production : Warner Bros
- Directeur musical : Leo F. Forbstein
- Musique : Max Steiner
- Photographie : Ernest Haller
- Montage : David Weisbart
- Direction artistique : Anton Grot
- Décors : George James Hopkins
- Costumes : Milo Anderson
- Pays d'origine : États-Unis
- Langue : anglais
- Format : noir et blanc - Son : Mono (RCA Sound System)
- Genre : Drame
- Durée : 111 minutes
- Dates de sortie : 
  - États-Unis : 24 septembre 1945
  - France : 29 janvier 1947
- Affiche : Roger Rojac (France)

## Distribution
- Joan Crawford (VF : Lucienne Givry) : Mildred Pierce
- Zachary Scott (VF : Ulric Guttinger) : Monte Beragon
- Ann Blyth (VF : Raymonde Reynard) : Veda Pierce
- Jack Carson (VF : Robert Dalban) : Wally Fay
- Eve Arden (VF : Lita Recio) : Ida Corwin
- Bruce Bennett (VF : Richard Francoeur) : Bert Pierce
- Lee Patrick : Maggie Binderhof
- Moroni Olsen : Inspecteur Peterson
- Veda Ann Borg : Miriam Ellis
- Jo Ann Marlowe : Kay Pierce

Acteurs non crédités
- Barbara Brown : Mme Forrester
- Clancy Cooper : Policier
- Joyce Compton : Serveuse
- James Flavin : Détective
- Mary Servoss : Infirmière
- Charles Trowbridge : M. Williams

## Production
- Joan Crawford, après dix-huit années passées à la Metro-Goldwyn-Mayer, était entrée à la Warner Bros. Pictures. La firme l’avait engagée dans l’idée singulière de concurrencer Bette Davis[2], pourtant elle-même la grande star de la Warner, sans aucun doute pour calmer les revendications de cette dernière. L’ancienne star de la MGM, alors au creux de la vague, aspirait à un grand rôle. Elle prit son temps et étudia soigneusement tous les scripts proposés par la Warner, désireuse de ne pas rater son retour jusqu’au jour où elle lut un scénario que Bette Davis et Barbara Stanwyck avaient refusé en déclarant qu’elles n’étaient pas intéressées par le personnage de Mildred Pierce[3]. Ann Sheridan, Olivia de Havilland, Joan Fontaine, Rosalind Russell et Myrna Loy sont sollicitées mais ne sont pas retenues. La plupart des actrices sont déjà engagées dans d'autres projets. Myrna Loy, tentée, renonça sous la pression de son amant Spencer Tracy qui voulait tourner un film avec elle[4],[5],[6]. Le producteur du film, Jerry Wald, poussa Jack Warner à acquérir les droits du roman dès sa sortie en 1941[7], et avait déjà pensé à Joan Crawford. Avec enthousiasme elle accepta le rôle : « C’est exactement ce que je cherchais.[8] »
Elle déclara également : « Le personnage que je jouais dans le film, avouera Joan Crawford, était un mélange des rôles que j’avais joués précédemment et d’éléments provenant de ma propre personnalité et de mon propre caractère. Pas tellement d’ailleurs la souffrance, car je crois trop à la Christian Science pour souffrir des heures et des heures. Mais mes univers professionnel et personnel avaient tant évolué... Des amis étaient morts ou partis... Le public lui-même ne semblait plus savoir ce qu’il souhaitait... Les compagnies cinématographiques avaient de plus en plus de problèmes. Mes jours dorés et souvent glorieux s’étaient achevés et Mildred Pierce apparaissait comme une sorte de célébration amère de la fin.[9] »

- Le sujet tiré d'un roman de James Cain se trouve profondément modifié par les scénaristes successifs. Le thème et les sujets abordés, notamment l'adultère, étaient susceptibles de heurter le Code Hays[10]. Une atmosphère inhérente au film noir[11] et une intrigue criminelle, thèmes absents du roman, vont être injectés dans l’adaptation[12]. De plus, le film, contrairement au roman, sera construit en flash-back[8]. L'adaptation de Haynes fut plus fidèle au roman et s'affranchit des codes de la censure de l'époque[13].

- Jack Warner veut que le film soit réalisé par le plus célèbre metteur en scène de la Warner, Michael Curtiz[8]. Mais les débuts du tournage furent des plus houleux entre le réalisateur et l’actrice ; Curtiz ne souhaitant pas diriger une « has been[12] », qui de plus, selon lui, se comporte encore comme si elle était à la MGM[8]. Joan Crawford se retrouve avec une équipe de tournage qu’elle ne connaît pas et dirigée par un réalisateur tyrannique, elle qui était habituée à travailler, et ce pendant près de vingt ans, avec les mêmes techniciens de « la firme du lion ». Malgré cela, l’actrice va tout faire pour prouver qu’elle est l’actrice idéale pour le rôle[8] et devant tant de persuasions, ses rapports avec Curtiz vont s'améliorer et le réalisateur reconnaîtra ses erreurs[14].

- James Cain, admiratif de ce que l’actrice avait fait du personnage de Mildred, lui offrit un exemplaire, relié de cuir, de son roman avec une dédicace : « À Joan Crawford, ma gratitude éternelle à celle qui donna vie à Mildred comme j’avais toujours espéré[15]. »

- Le film remporta un succès triomphal avec une recette de cinq millions de dollars et l'Oscar de la meilleure actrice pour Joan Crawford (dont l'acceptation fut assez atypique[16]) qui célébra ainsi son retour de star de premier plan[17].

- Tournage du 7 décembre 1944 au 28 février 1945[18].

## Distinctions
Le film reçut six nominations aux Oscars et remporta un Oscar :
- Oscar de la meilleure actrice : Joan Crawford